# Vampir (Subkultur)
Die Vampir- oder Vampyre-Szene ist eine moderne Sub- und Jugendkultur, die in unterschiedlichen Variationen „Vampirismus“ als Form von „Lebensstil“ betrachtet.

## Herkunft
Die Vampyre-Kultur (die Schreibweise „Vampyre“ wird innerhalb der Szene selbst bevorzugt) ist eine circa in den 1990er und 2000er Jahren verbreitete Erscheinung und ist vor allem inspiriert durch die Darstellung von Vampiren in der klassischen und modernen Literatur.
Gerade für ältere Anhänger des Vampirismus existierte früher noch kein formelleres Umfeld für vampiristische Affinität.
Zur wachsenden Popularität der Vampire in jüngerer Zeit trugen vor allem Fernsehserien wie Buffy – Im Bann der Dämonen, Angel – Jäger der Finsternis und die Verfilmungen von Anne-Rice-Romanen, Blade oder Wes Craven präsentiert Dracula bei. Es existieren mitunter Verbindungen und Überschneidungen zur Gothic-Kultur oder schwarzen Szene. Die Vampyre-Subkultur manifestiert sich vor allem um Party Events wie die Nacht des heiligen Sebastian und ist sehr „familiär“ ausgerichtet; in der Szenesprache werden Cliquen oft als „Covens“ und Treffpunkte als „Havens“ bezeichnet. Häufig werden Erkennungszeichen wie scharfgeschliffene Ankh-Anhänger oder zum Teil aufwendig angefertigte Vampir-Gebisse getragen.

## Differenzierungen
Innerhalb der Vampyre-Szene existieren verschiedene Strömungen, von reinen „Vampir-Fans“ über sich mit Pen-&-Paper oder LARP befassende Vampir-Rollenspieler, okkultistische Gruppierungen wie dem „Kemetic Order of Aset Ka“, bis hin zu Personen, die eher am sexuellen Aspekt des Vampirs interessiert sind, „Blutfetischisten“ und „Real-Vampiren“, die vorgeben oder davon überzeugt sind, wahre Vampire zu sein. Einige Vampyres sind eher an Mode oder dem generellen Eventcharakter der Subkultur interessiert, andere befassen sich u. a. mit “Slash Fiction” (so z. B. das britische Fanzine Bite Me); einige Kreise stehen der S/M-Szene nahe und praktizieren Fetisch-Rollenspiele. Unter jenen, die okkultem, paraphilem oder klinischem Vampirismus anhängen, unterscheiden sich die sogenannten „psychischen“ oder „PSI-Vampire“, die glauben, die psychischen Kräfte anderer auf sich selbst übertragen zu können, von den „bluttrinkenden“ oder „sanguinarischen Vampiren“, die wirklich kleine Mengen Blut von "Blutspendern" konsumieren (die in der Szene auch als "donors" bezeichnet werden), oder an ungebissener Haut saugen, um „Blut zu schmecken“. Ähnlich dem Safeword der BDSM-Kultur ist unter Vampyres ein „wahrer Name“ üblich, der bewirkt, die Aktion des anderen kontrollieren und somit stoppen zu können. Für die meisten Vampyres bleibt ihre Zeit innerhalb der Vampir-Subkultur eine kurze Episode und sie ziehen sich nach einiger Zeit aus der Szene zurück.
Es existieren zwei englischsprachige Zeitschriften, die sich mit dem Thema Vampirismus als Lebensstil befassen, sowie mehrere englischsprachige Internetseiten und -foren aus der Sicht der Szeneangehörigen.

## Musikalische Einflüsse
Neben genannten subkulturellen Aspekten hat die Vampirthematik auch deutlichen Einfluss auf verschiedene Bands und Musikstile, so unter anderem auf Metal (Theatres des Vampires, Lord Vampyr, Notre Dame, Cradle of Filth), Gothic Rock (Bauhaus, Nosferatu, frühe Untoten) und Punkrock (The Damned, Tanzende Kadaver). In einigen Fällen wie Mister Underhill oder 69 Eyes spricht die Presse daher auch von „Vampire Rock“.

## Medizinische Aspekte
Von einem psychologischen Standpunkt aus gesehen, scheint eine Reihe Szeneangehöriger unter depressionsartigen Zuständen oder bestimmten Persönlichkeitsstörungen zu leiden und aus diesen Gründen daran interessiert zu sein, sich selbst (d. h. ihre emotionale und soziale Kompetenz) durch den symbolischen Verzehr von Lebenskraft „aufzuladen“, andererseits ist es jedoch schwierig, auf moderne Jugendsubkulturen, auch die extremeren Formen, einfach Standardkategorien der klinischen Psychologie anzuwenden. Der Vampirismus der „Realen Vampire“ steht allerdings vielleicht in Zusammenhang mit dem sogenannten „klinischen Vampirismus“ oder Renfield-Syndrom oder der Hämatomanie.
Blut zu trinken stellt ein ernstes Gesundheitsrisiko für alle Teilnehmenden dar. Für den Gebissenen besteht dabei ein großes Risiko einer Sepsis. Generell besteht die Gefahr der Übertragung von Infektionskrankheiten, wie z. B. AIDS, Hepatitis B und Hepatitis C. Hinzu kommen auch noch künstlich (etwa durch chirurgische Eingriffe) herbeigeführte Veränderungen am Körper, die das Aussehen dem eines Vampirs angleichen sollen, dabei meist irreversibel sind und ein erhebliches Gesundheitsrisiko in sich tragen können.